# Gerda Wallander

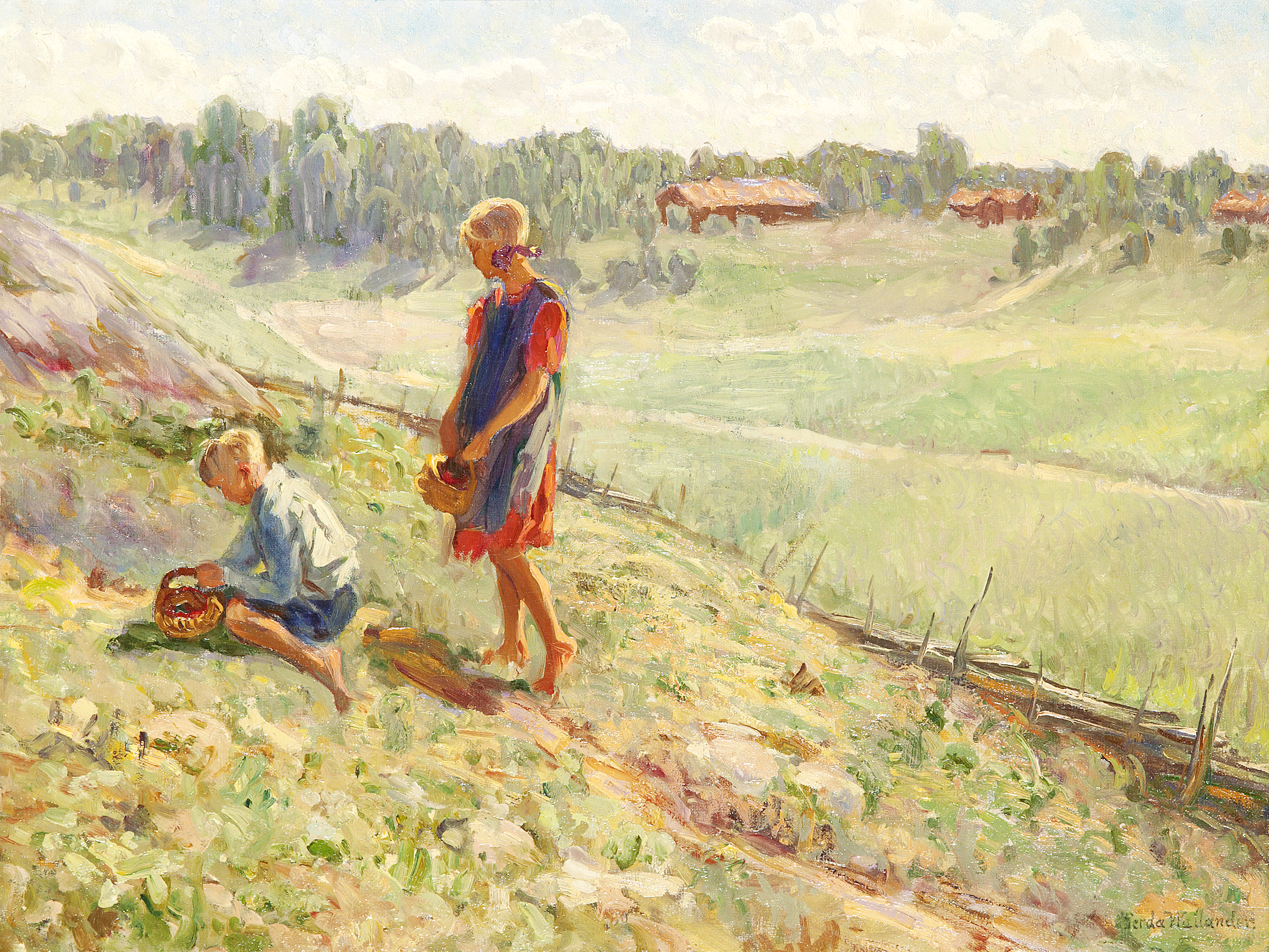
Bärplockande barn en sommardag (1905).

Gerda Charlotta Wallander, född 17 augusti 1860 i Stockholm, död 14 januari 1926 i Stockholm, var en svensk målare.

## Liv och verk
Gerda Wallander var dotter till lektorn och regementspastorn Carl Emanuel Wallander och Fanny Albertina Hübner och från 1888 gift med sin kusin, konstnären och formgivaren Alf Wallander och mor till arkitekten Sven Wallander. Hon var sondotter till Pehr Emanuel Wallander samt brorsdotter till Joseph Wilhelm Wallander. Hon visade tidigt anlag för målning och 19 års ålder studerade hon vid Konstakademien i Stockholm 1879–1884 och därefter i Paris.
Under sin Paristid tog hon starkt intryck av friluftsmålaren Jules Bastien-Lepages måleri och avlägsnade sig från de inlärda akademiska idealen. Hon debuterade i separatutställningssammanhang 1910 tillsammans med sin man i Stockholm där hon möttes av en lovordande kritik. Tillsammans ställde makarna senare ut ett flertal gånger i Stockholm och Göteborg. Hon medverkade i Svenska konstnärernas förenings utställning i Stockholm 1895, Baltiska utställningen i Malmö 1914 och den svenska konstutställningen på Charlottenborg 1916. En minnesutställning med hennes konst visades på Konstnärshuset i Stockholm 1928.
Gerda Wallanders konst består av porträtt, stadsmotiv från Stockholm och Brügge samt landskapsmålningar från Stockholms skärgård utförda i olja. Wallander är representerad vid Thielska galleriet, Malmö museum, Norrköpings Konstmuseum, Linköpings museum, Jönköpings läns museum och Kristianstads museum.
Efter 1905 bodde hon och maken i Villa Gärdsgården i Stocksund. De är begravda på Solna kyrkogård.

## Galleri

Gerda Wallander: Porträtt av Tage Thiel, 1918. Thielska Galleriet
Gerda Wallander: Porträtt av Inga Maria Thiel, 1918. Thielska Galleriet
Gerda Wallander: Michelangelos Pietà, 1913. Thielska Galleriet
Gerda Wallander: Från hallarna i Paris, 1902. Thielska Galleriet
Gerda Wallander: Porträtt av Hjalmar Söderberg, 1916. Thielska Galleriet